# Seroki (gmina)
Seroki – dawna gmina wiejska istniejąca w XIX wieku w guberni warszawskiej. Siedzibą władz gminy były Seroki.
Za Królestwa Polskiego gmina Seroki należała do powiatu sochaczewskiego w guberni warszawskiej.
Gmina funkcjonuje nadal w 1890 roku, lecz w spisie z 1921 jednostka już nie występuje, a Seroki wchodzą w skład gminy Szymanów.